# Línea 222 (Suburbanos Montevideo)

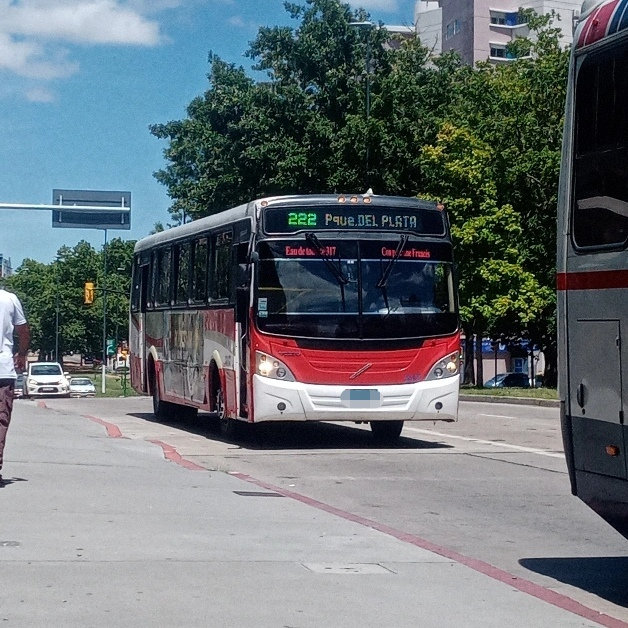
Línea 222 circulando por Avenida Italia.

La línea 222  de la red de transporte suburbano de Montevideo une terminal Baltasar Brum con la ciudad de Parque del Plata.

## Historia
Fue creado en los años noventa por el Ministerio de Transporte y Obras Públicas quien le otorgó un permiso provisorio y revocable a la cooperativa Rápido Internacional Cooperativo, para prestar un servicio entre Montevideo y Parque del Plata, dicha línea opero solamente durante un año, ya que los permisos fueron revocados. Diez años después del cese de operaciones, en el año 2005 se decidió reanudar con su operación. En el año 2016 con el cierre de la cooperativa Raincoop, la línea es adjudicada a la Cooperativa de Obreros y Empleados del Transporte Colectivo.

## Recorridos
| Partida Andén (Estación Baltasar Brum) - Río Branco - Galicia - Julio Herrera y Obes - Paysandú - República - Democracia - Daniel Muñoz - Eduardo Víctor Haedo - Avenida Italia - Avenida Ingeniero Luis Giannasttasio - Ruta Interbalnearia - Calle 20 - Avenida General Artigas - Avenida Mario Ferreira - Las Violetas - Avenida Brigadier General Lavalleja - Tomás Berreta - Blanes - Rambla General José Artigas - Avenida Brigadier General Lavalleja - República Argentina - Calle X1 - Calle 41 - República Argentina - Avenida del Plata, hasta Calle 42 Llegada (Parque del Plata) | Retorno (Parque del Plata) - Avenida del Plata - República Argentina - Avenida Brigadier General Lavalleja - Tomás Berreta - Blanes - Rambla General José Artigas - Avenida Brigadier General Lavalleja - Las Violetas - Avenida Mario Ferreira - Diagonal Este - Avenida General Artigas - Trébol - Ruta 11 - Ruta Interbalnearia - Avenida Ingeniero Luis Giannasttasio - Avenida Italia - Doctor Salvador Ferrer Serra - Martín C. Martínez - Avenida Uruguay - Ciudadela - Rambla Franklin Delano Rooselvelt - Galicia - (Estación Baltasar Brum) |

## Paradas
| Ida - 7247 Andén 14 - 7067 Río Negro - 7069 Yaguarón - 7066 Minas - 7065 Daniel Fernández Crespo - 6709 Plaza Líber Seregni - 6708 Acevedo Díaz - 6471 Presidente Batlle - 6472 Luis Sambucetti - 6455 Doctor José Brito Foresti - 6464 Doctor Francisco Simón - 6463 Bulevar José Batlle y Ordóñez - 6475 Avenida Mariscal Francisco Solano López - 6468 Mariscala - 6466 Hipólito Yrigoyen - 2141 Plaza Sandino - 6474 Almirón - 6458 Avenida Bolivia - 6459 Bolonia - 6460 Cooper - 6462 Doctor Eduardo Blanco Acevedo - 6467 Lido - 6457 Rafael Barradas - 6353 Pasando El Puente Ya - 6307 Armenia - 6306 Arizona - 6333 Géant - 6319 Avenida A La Playa - 6354 Avenida Racine - 6362 Sena km. 18 - 6327 Ecuador - 6366 Calle A Frente A Tuyutí - 7165 Calcagno - 7167 km. 20 Viviendas - 7169 Radar - 6885 km. 21.200 - 6870 Cementerio De Mascotas - 6887 Km. 22 - 6917 Parada Pozo - 6922 Repecho Higueras - 6889 Camino los Horneros - 6856 BCA Solymar - 6872 Centro De Rebajas - 6930 Transformador UTE - 6915 Avenida Márquez Castro - 6874 Colinas De Solymar - 6878 El Palmar - 6850 Acodike Km. 28.500 - 7614 San Cristóbal - 6883 Avenida Pérez Buttler - 6868 Ruta A Pando - 6891 Km. 29.800 - 6893 Km. 30 - 6895 Km. 30.300 Calle - 6852 Autódromo - 7436 Ibicuy - 6858 Calle 33 - 6897 Km. 34 Peaje - 6899 Km. 34.500 - 6901 Km. 35 Venus - 6876 El Avión - 6920 Avda. de los Pinos - 6880 Entrada Km. 36.200 - 6903 Km. 37 Noguera - 6866 Calle Colón - 6905 Km. 38 - 6926 Ruta N.º 87 Arco Salinas - 6907 Km. 38.500 Escuela - 6928 Solis - 6854 Avenida del Mar - 6864 Calle Ámbar - 6909 Km. 40.800 - 6860 Calle 7 Km. 41.300 - 6881 Fortín Santa Rosa - 6911 Km. 42.500 - 6913 Km. 44 - 6862 Delmira Agustini Liceo - 7281 Km. 45 Tienda Inglesa - 6509 Circunvalación - 6940 Calle 24 - 6946 Ciudad De Montevideo - 6942 Roger Balet - 6944 Diagonal Sur - 6710 Calle 6 - 6712 Mario Ferreira - 7039 Calle 1 B - 7049 Calle 3 B - 7041 Calle A - 7043 Calle B - 7053 Avenida Central - 7574 Calle C (Los Paraísos) - 7045 Calle D - 7047 Calle E - 7051 Calle F - 6964 General Lavalleja - 7282 Calle 3 Las Rosas - 6833 Calle 5 - 7283 Calle 7 Los Nardos - 7284 Calle 9 Las Margaritas - 7285 Calle 11 Las Madres - 6831 Calle 13 Los Junquillos - 6841 Calle 15 Los Jacintos - 6837 Calle 17 Las Glicinas - 6835 Calle 19 Las Fresas - 6843 Los Fresnos - 6839 Calle 23 Los Claveles - 7286 Avenida Argentina - 7287 Calle 27 Las Amapolas - 7575 Blanes - 7576 Calle 27 Las Amapolas - 7577 Calle D - 7578 Calle E - 7289 50 Metros - 7579 Calle G - 7290 Ruta Interbalnearia - 7695 República Argentina - 6423 Calle R1 - 6425 Calle S - 6427 Calle U - 6429 Calle 33 / W - 6431 Calle P / Calle X1 | Vuelta - 6432 Avenida Argentina - 6430 Calle W / Calle O - 6428 Calle U - 6426 Calle S - 6424 Calle R1 - 7293 Ruta Interbalnearia - 7695 República Argentina - 7581 Calle G - 7294 50 Metros - 7582 Calle E - 7583 Calle D - 7287 Calle 27. Las Amapolas - 7575 Blanes - 7576 Calle 27. Las Amapolas - 7584 Avda Argentina - 6840 Calle 23. Los Claveles - 6844 Los Fresnos - 6836 Calle 19 Las Fresas - 6838 Calle 17 Las Glicinas - 6842 Calle 15 Los Jacintos - 6832 Calle 13 Los Junquillos - 7297 Calle 11 Madreselva - 7298 Calle 9 Las Margaritas - 7299 Calle 7 Los Nardos - 6834 Calle 5 - 7300 Calle 3 Las Rosas - 7052 Calle F - 7048 Calle E - 7046 Calle D - 7301 Calle C - 7054 Avenida Central - 7044 Calle B - 7042 Calle A - 7050 Calle 3 B - 7040 Calle 1 B - 6713 Mario Ferreira - 6711 Calle 6 - 6945 República Federativa Del Brasil - 6943 Roger Balet - 6947 Ciudad De Montevideo - 6941 Calle 24 - 6510 Circunvalación - 6863 Delmira Agustini Liceo - 7302 Delmira Agustini - 6914 Km. 44 - 6912 Km. 42.500 - 6882 Fortín Santa Rosa - 6861 Calle 7 Km. 41.300 - 6910 Km. 40.800 - 6865 Calle Ámbar - 6855 Avenida del Mar - 6929 Solis - 6908 Km. 38.500 Escuela - 6927 Ruta N.º 87 Arco Salinas - 6867 Km 38 - 7585 Colon - 6904 Km. 37 Noguera - 6921 Avenida de los Pinos - 6877 El Avión - 6902 Km. 35 Venus - 6900 Km. 34.500 - 6898 Km. 34 Peaje - 6859 Calle 33 - 6925 Río Negro Km 31 - 6853 Autódromo - 6896 Km. 30.300 - 6894 Km. 30 - 7615 Km 29.500 - 6892 Km. 29.800 - 6869 Ruta Pando - 6884 Avenida Pérez Buttler - 6851 Acodike Km. 28.500 - 6879 El Palmar - 6875 Colinas De Solymar - 6916 Avenida Márquez Castro - 6931 Transformador UTE - 6873 Centro De Rebajas - 6857 BCA Solymar - 6890 Km. 24 La Tahona - 6923 Repecho Higueras - 6918 Parada Pozo - 6888 Km. 22 - 6871 Cementerio De Mascotas - 6886 Km. 21.200 - 7170 Radar - 7168 km. 20 Viviendas - 7166 Calcagno - 6367 Venezuela - 7310 Ceibo - 6328 Ecuador - 6363 Sena km. 18 - 6355 Racine - 6320 Avenida A La Playa - 6334 Géant - 7311 Arizona - 7312 Armenia - 6477 Rafael Barradas - 6489 Lido - 6496 Santa Mónica - 6483 Cooper - 6479 Bolonia - 6478 Avenida Bolivia - 6498 Sepee - 6476 Doctor Alejandro Gallinal - 6487 Hipólito Yrigoyen - 6491 Mataojo - 6482 Comercio - 6488 Bulevar José Batlle Y Ordóñez - 6485 Doctor Francisco Simón - 6480 Hospital de Clínicas - 6495 Presidente Berro - 6734 Duvimioso Terra - 6733 Joaquín Requena - 7200 Defensa - 7199 Arenal Grande - 7203 Minas - 7201 Ejido - 7205 Rondeau - 7204 Río Branco - 7206 Ciudadela - 7316 Terminal Baltasar Brum |

## Barrios
Circula por los barrios Centro, Cordón, Tres Cruces, La Blanqueada, Malvín, Malvín Norte, Parque Rivera, Carrasco, Carrasco Norte de Montevideo, los barrios y localidades Barra de Carrasco, Parque Carrasco, Solymar, Montes de Solymar, El Pinar, Rincón del Pinar, de la Ciudad de la Costa, y las localidades y ciudades de Neptunia, Pinamar, Salinas, Marindia, Fortín de Santa Rosa, Villa Argentina, Atlántida, Las Toscas, Barrio La Llanada, Barrio Centro y Parque del Plata de la Costa de Oro.